# Рябчи
Рябчи (историческое название Рябчичи) — село в Дубровском районе Брянской области, административный центр Рябчинского сельского поселения. Расположено в 13 км к югу от пгт Дубровка, на обоих берегах реки Белизны (плотина, пруд). Население — 549 человек (2010).

## История
Упоминается с XVII века как деревня в составе Подывотского стана Брянского уезда. В XVIII—XIX вв. — владение дворян-предпринимателей Демидовых. До 1822 — сельцо в приходе села Голубеи; в 1819—1822 на средства Е. А. Демидова построен каменный Введенский храм (не сохранился). В 1823 году село посетил император Александр I. В 1885 была открыта церковно-приходская школа.
С 1861 по 1924 село входило в Салынскую волость Брянского (с 1921 — Бежицкого) уезда; позднее в Дубровской волости, Дубровском районе (с 1929).

## Село сегодня
В селе имеется отделение связи, отделение Сбербанка, средняя школа, детский сад, сельский Дом культуры, библиотека, фельдшерско-акушерский пункт, 4 магазина. На южной окраине села — древнее городище.

## Известные уроженцы
- Антонов, Павел Тихонович — Герой Социалистического Труда.
- Баранов, Иван Егорович — Герой Советского Союза.
- Федин, Фёдор Денисович — Герой Советского Союза.